# Christian Korek
Christian Korek (* 16. Juni 1965) ist ein ehemaliger deutscher Fußballspieler.

## Karriere
Der zur Saison 1988/89 von Westfalia Herne – mit der Elf vom Schloss Strünkede hatte Korek in der Saison 1987/88 in der Oberliga Westfalen unter Trainer Pedro Milašinčić die Vizemeisterschaft erreicht – geholte Jungprofi Korek konnte sich im Bundesligateam des 1. FC Nürnberg nicht durchsetzen. In zwei Spielzeiten absolvierte er lediglich eine Partie. Am 33. Spieltag seiner ersten Saison beim Club wurde er gegen den FC Bayern München in der 68. Spielminute beim Stand von 2:1 eingewechselt. Zu diesem Zeitpunkt kämpfte Nürnberg noch um den Klassenerhalt und Bayern stand so gut wie als Meister fest. Nürnberg gewann das Spiel und konnte am Spielzeitende die Klasse durch die bessere Tordifferenz halten. Korek kam in der Folgesaison nicht zum Zuge und wechselte in die 2. Bundesliga zum SV Meppen. Mit 14 Einsätzen in der Startformation gehörte er in der Hinrunde noch zum Stammpersonal unter Trainer Rainer Persike, mit vier Einsätzen in der Rückrunde liefen ihm seine Mitspieler wie Josef Menke, Frank Klobke, Andreas Helmer, Christoph Hanses, Werner Rusche, Manfred Schulte und Helmut Rolfes den Rang ab. Er wechselte zum SC Verl, wo er vier Spielzeiten blieb, bevor er ein einjähriges Gastspiel bei der SpVg Beckum gab. Ab 1996 ließ er seine Karriere bei seinem Heimatverein SC Westfalia ausklingen.